# Karehalli, Arsikere
Karehalli là một làng thuộc tehsil Arsikere, huyện Hassan, bang Karnataka, Ấn Độ.